# Friedrich Wilhelm Voigt (Komponist)

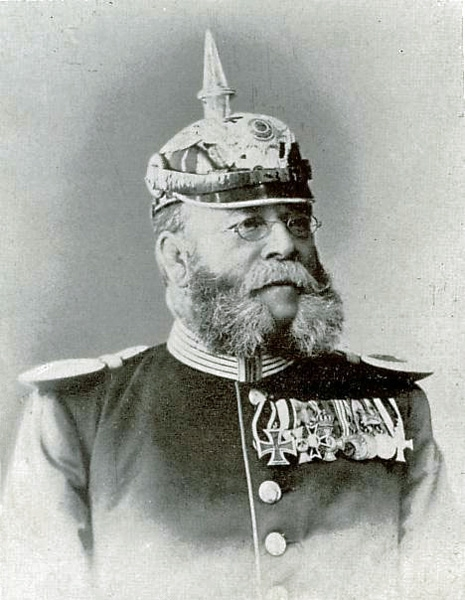
Friedrich Wilhelm Voigt

Friedrich Wilhelm Voigt, mitunter auch Friedrich-Wilhelm Voigt, (* 22. März 1833 in Koblenz; † 22. Februar 1894 in Bernburg) war ein preußischer Militärmusiker und Komponist.

## Leben
Friedrich Wilhelm Voigt war der Sohn des Stabshoboisten Christian Voigt.  Nach dem Besuch der höheren Schulen in Koblenz und Trier studierte er Musik am Musikkonservatorium in Köln und an den Konservatorien in Leipzig und Berlin. Für seine Abschlussarbeit, eine Choral-Symphonie für Großes Orchester Ein feste Burg, wurde ihm die Silberne Medaille der Königlichen Akademie für Kunst und Wissenschaft verliehen.
1857 wurde er, 24-jährig, Stabshoboist des preußischen Ersten Garderegiments zu Fuß. Das von ihm geleitete Musikkorps war in Potsdam stationiert und stellte als einziges die Musik bei Hofe, was seinen hohen Leistungsstand unter Voigts Stabführung zeigt.
1866 wurde Voigt zum Musikdirektor ernannt. Darauffolgend nahm er am Deutschen Krieg von 1866 und am Deutsch-Französischen Krieg von 1870/71 teil. Aus Letzterem liegen eine Reihe von Aufzeichnungen aus Briefen vor, die Voigt aus dem Feld nach Hause geschrieben hat und die einen speziellen Blick auf diesen Krieg vermitteln. Nach dem Feldzug wurde er mit dem Eisernen Kreuz II. Klasse ausgezeichnet.
Voigt komponierte neben einigen anderen Instrumentalstücken vor allem Märsche. Einen Tag nach der Kaiserproklamation in Versailles am 18. Januar 1871 wurde von der Regimentsmusik unter Friedrich Wilhelm Voigt der von ihm eigens zu diesem Ereignis komponierte Marsch „Salus Caesari nostro Guilemo“ im Trio mit der Hymne aus Händels Oratorium „Judas Maccabäus“, „Seht, er kommt mit Preis gekrönt ...“, aufgeführt, der später mit der Nummer 205 in die Preußische Armeemarschsammlung einging. Auch weitere seiner Märsche waren in dieser Sammlung enthalten und werden auch heute noch von Bundeswehrorchestern gespielt. Seine über 100 Kompositionen  enthalten aber auch Ouvertüren, größere und kleinere Gesangsstücke, Streichquartette und andere kammermusikalische Werke. 1889 bearbeitete er den Finska rytteriets marsch, den Prinzessin Charlotte von Sachsen-Meiningen von ihrer Reise nach Schweden mitbrachte. Das Stück ist in Deutschland bis heute als Schwedischer Reitermarsch bekannt.
Ab 1874 lehrte er an der Berliner Königlichen Hochschule für Musik und ab 1886 war er hier Professor. 1887 ernannte Kaiser Wilhelm I. Voigt zum ersten deutschen Armeemusikinspizienten und damit zum ranghöchsten Militärmusiker des Kaiserreichs.
Seit 1859 war Friedrich Wilhelm Voigt  mit Pauline Dumack verheiratet. Er starb 1894 und wurde auf dem Neuen Friedhof in Potsdam beigesetzt.